# M'Sila
M'Sila là một đô thị thuộc tỉnh Msila, Algérie. Dân số thời điểm năm 2002 là 123.059 người.